# 城巴8S線
城巴8S線為香港一條已停辦的港島旅遊路線，由城巴有限公司營辦，於1997年11月4日起投入服務，並在2025年7月17日停止服務，由跑馬地馬場單向開往小西灣（藍灣半島），途經炮台山及北角後，取道東區走廊前往柴灣，只於跑馬地馬場舉行賽馬日期間提供服務。

## 歷史
8S線於1997年11月4日投入服務，當時來往小西灣及跑馬地馬場。當時8S線來回程均途經柴灣道、東區走廊及北角，去程繞經炮台山及銅鑼灣。2000年1月30日，此路線往小西灣方向不再繞經永泰道、嘉業街及常安街。2001年7月22日，此路線小西灣總站遷往新落成的小西灣（藍灣半島）公共運輸交匯處。2003年，此路線往小西灣方向駛至維園道後，改經歌頓道及電氣道前往渣華道。不遲於2004年6月，此路線取消前往跑馬地馬場的班次。
2017年12月15日起，8S線增設實時抵站時間查詢服務。2020年，2019冠狀病毒病疫情蔓延至香港，此路線於同年1月29日起暫停服務，直至2023年2月1日才恢復服務。
自從城巴8X線於2004年5月31日起由金鐘縮短至跑馬地後，8S線服務範圍便與該線大幅重疊，惟此路線收費較高，導致使用量持續偏低，平均載客率只有17%（約25人）。運輸署和城巴因此在《2025－2026年度巴士路線計劃》中，建議取消此路線服務，並於2025年7月17日起實施。

## 服務時間及班次
8S線停辦前只在跑馬地馬場賽馬日提供服務，於尾場開跑前35分鐘至尾場賽事結束後30分鐘提供服務，客滿即開或20分鐘一班。惟實際上，此路線通常在尾場賽事結束後僅開出一班車。

## 收費
8S線取消服務前全程收費為$11.8，並設有歌頓道往藍灣半島$9.0及阿公岩道往藍灣半島$6.6之分段收費。
8S線於取消服務前設12歲以下小童半價優惠，惟此線並不受長者及合資格殘疾人士公共交通票價優惠計劃中的$2票價優惠覆蓋。乘客登車時需以現金或八達通卡繳付車資，不設找贖；而每位成人乘客可免費帶同最多兩名四歲以下而且不佔座位的兒童乘車。此外，乘客亦可使用指定電子支付工具繳付車資，使用此支付方式的乘客可享有與其他城巴獨營路線或聯營線城巴班次之轉乘優惠，惟不適用於與非城巴路線之轉乘優惠，乘客亦不能享有「公共交通費用補貼計劃」。

## 行車路線

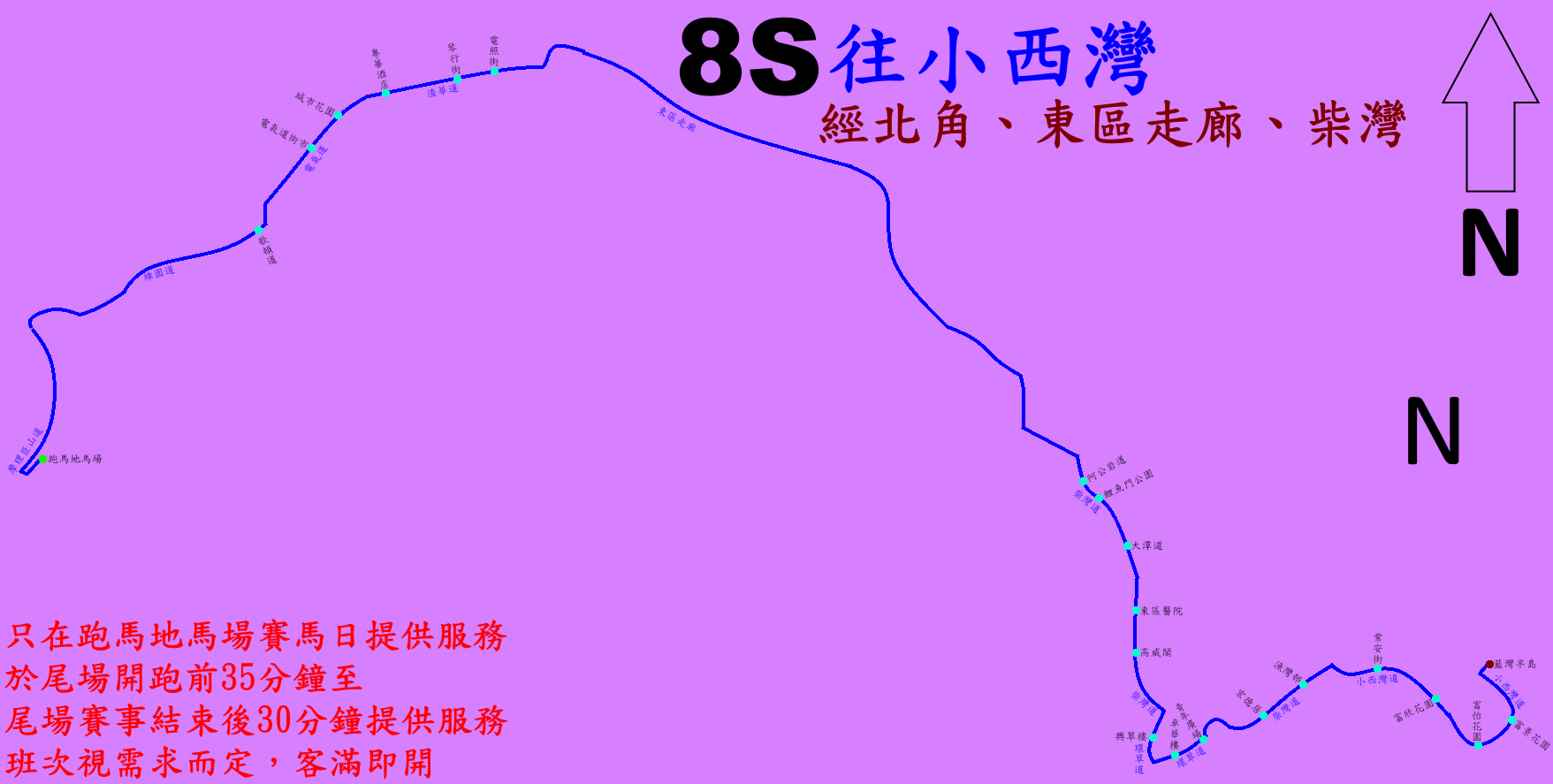
8S線的走線圖

8S線停止服務前由跑馬地馬場開出，途經摩理臣山道、堅拿道天橋、維園道、歌頓道、電氣道、渣華道、民康街、東區走廊、柴灣道、環翠道、柴灣道及小西灣道前往小西灣（藍灣半島），具體停站請參考資訊框。